# Enduro Veteran-RM
Riksmästerskapet i Enduro är svenska deltävlingar i motorcykelsporten enduro. Tävlingarna ingår i Veteran-RM. 
Riksmästerskapet i enduro för veteraner, infördes år 2001 med åldersgräns för deltagarna på 35 år eller äldre. Nu höjs gränsen till att gälla förare 40 år eller äldre. Tävlingarna körs tillsammans med enduro-SM på en något kortare bana. Här deltar många förare som tidigare tävlade i SM men nu inte har gnista och tid till så mycket träning. Från 2015 är mästerskapet uppdelat i två klasser. VRM1 för förare 40 till 
49 år och VRM2 förare 50+.
Riksmästerskapssegrare:
2001 Mats Svensson, SMK Dala
2002 Hans Gustafsson, FMCK Varberg 
2003 Peter Isaksson, Kullings MS 
2004 Peter Hansson, Tibro MK 

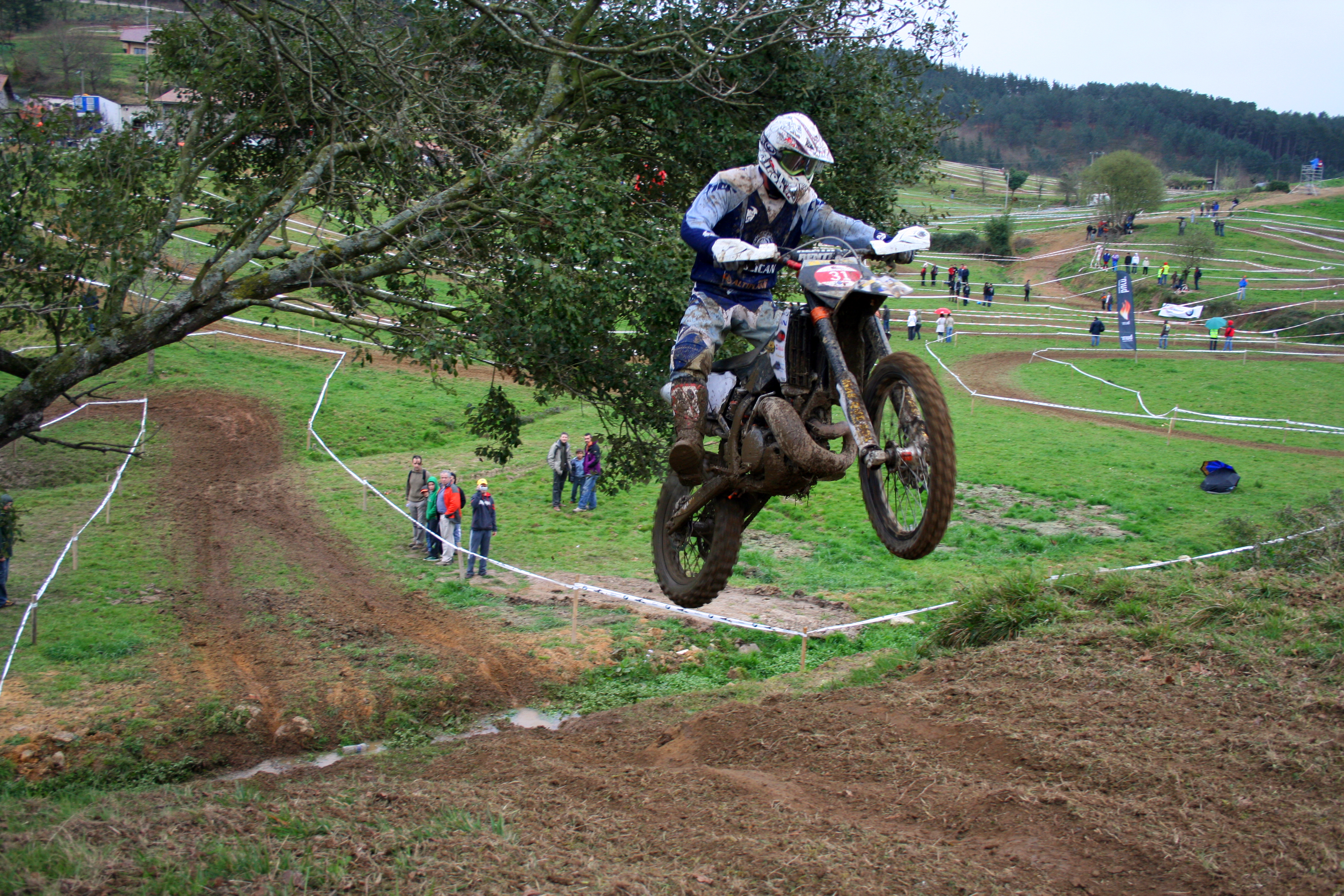
Enduro i Arratzu, Spanien

2005 Patrik Görl, Försvarsmaktens EK
2006 Roine Olsson, MK Orion
2007 Patrik Andersson, Göta MS
2008 Krister Ribba, MA Lerum
2009 Stefan Eriksson, Västerås MK
2010 Jonas Blom, Vimmerby MS
2011 Christer Jansson, SMK Värnamo
2012 Christer Jansson, SMK Värnamo
2013 Pär Olsson, Sunne EK
2014 Pär Olsson, Sunne EK
2015 VRM 1 Pär Olsson, Sunne EK    VRM 2 Bo Högberg, SMK Gävle
2016 VRM 1 Krister Thorell, Göta MS   VRM 2 Christer Jansson, SMK Värnamo